# Autiosaari och Haaposaari
Autiosaari och Haaposaari är två sammanhängande öar i Saarijärvi och i kommunen Kaavi i landskapet Norra Savolax, 400 km nordost om huvudstaden Helsingfors. Öns area är 60,9 hektar och dess största längd är 1,6 kilometer i sydöst-nordvästlig riktning. Haaposaari ligger söder om  Autiosaari, som är den större ödelen.